# بلاتينوم إيند
بلاتينوم إيند (باليابانية: プラチナエンド، بالروماجي: Purachina Endo) هي سلسلة مانغا يابانية من تأليف تسوغومي أوبا ورسم تاكيشي أوباتا. نشرت من قبل شوئيشا في مجلة جمب سكوير، منذ 4 نوفمبر عام 2015 حتى 4 يناير عام 2021، تم تجمع فصول المغا في 14 مجلد تانكوبون. أنتجت المانغا إلى مسلسل أنمي تلفزيوني من قبل استوديو سيغنال.إم دي، عرض الأنمي في 8 أكتوبر عام 2021 واستمر عرضه حتى 25 مارس عام 2022، على تلفزيون تي بي إس، وتكون من 24 حلقة.

## القصة
تدور أحداث القصة عن ميراي كاكيهاشي، هو طالب سئم حياته بسبب معاملة عمه وعمته السيئة، اللذان ربياة بعد وفاة والديه، ويحاول الانتحار ولكن يتم إنقاذه من قبل ملاك، يدعى ناسي الذي يتعهد بحمايته ويمنحه سلطات خاصة لأنه أيضًا واحد من 13 مرشحًا تم اختيارهم من قبل ملائكة للمشاركة في مسابقة لتقرير الإله التالي.

## الشخصيات

### الشخصيات الرئيسية
ميراي كاكيهاشي (باليابانية: 架橋 明日، بالروماجي: Kakehashi Mirai)
أداء صوتي: ميو إيرينو مايا ساكاموتو (أيام الطفولة)
ناسي' (باليابانية: ナッセ، بالروماجي: Nasse)
أداء صوتي: يوي أوغورا
ساكي هاناكاغو (باليابانية: 花籠 咲، بالروماجي: Hanakago Saki)
أداء صوتي: ماو إيتشيميتشي
ريفيل (باليابانية: ルベル، بالروماجي: Ruberu)
أداء صوتي: ناتسوكي هاناي

### شخصيات وثانوية
كانابي أوريو / متروبوليمان  (باليابانية: 生流 奏، بالروماجي: Uryū Kanade)
أداء صوتي: كايتو إيشيكاوا
ناناتو موكايدو (باليابانية: 六階堂 七斗، بالروماجي: Mukaidō Nanato)
أداء صوتي: توشيوكي موريكاوا
هاجيمي سوكوتاني (باليابانية: 底谷 一، بالروماجي: Sokotani Hajime)
أداء صوتي: تومواكي ماينو
سوسومو يويتو (باليابانية: 結糸向، بالروماجي: Yuito Susumu)
أداء صوتي: ميغومي هان
يوري تيماري (باليابانية: 手毬由理، بالروماجي: Temari Yuri)
أداء صوتي: ساوري أونيشي
شوجي ناكاومي (باليابانية: 中海修滋، بالروماجي: Nakaumi Shuji)
أداء صوتي: دايكي ياماشيتا
غاكو يونيدا (باليابانية: 米田我工، بالروماجي: Yoneda Gaku)
أداء صوتي: كينجيرو تسودا
ميزا (باليابانية: メイザ، بالروماجي: Meiza)
أداء صوتي: كيكوكو إينوي
باريت (باليابانية: バレ، بالروماجي: Bare)
أداء صوتي: آي كايانو
بالتا (باليابانية: バルタ، بالروماجي: Baruta)
أداء صوتي: هيكارو ميدوريكاوا
موني (باليابانية: ムニ ، بالروماجي: Muni)
أداء صوتي: فومي هيرانو
بينيما (باليابانية: ぺネマ، بالروماجي: Penema)
أداء صوتي: كين
يازلي (باليابانية: ヤゼリ، بالروماجي: Yazeri)
أداء صوتي: ريوتا تاكيوتشي
أوغارو (باليابانية: オガロ، بالروماجي: Ogaro)
أداء صوتي: رومي باكو
ميميمي يامادا / ميثرين (باليابانية: 山田 美々々، بالروماجي: Yamada Mimimi)
أداء صوتي: كاوري مايدا

### شخصيات أخرى
تونما رودريغيز (باليابانية: ロドリゲス 頓馬، بالروماجي: Rodorigesu Tonma)
أداء صوتي: توموكازو سوغيتا
شوغو هاتاكياما / ميتروبلو (باليابانية: 畠山 省吾، بالروماجي: Hatakeyama Shōgo)
سابورو تابوتشي / ميترويلو (باليابانية: 田淵 三郎، بالروماجي: Tabuchi Saburō)
أداء صوتي: دايسكي هيراكاوا (شوغو)، هيرويوكي يوشينو (سابورو)
تشيو ناكاياما (باليابانية: 中矢間 知代، بالروماجي: Nakayama Chiyo)
أداء صوتي: شيموري سوغيورا
لوتا (باليابانية: ルタ، بالروماجي: Ruta)
أداء صوتي: تاكيهيتو كوياسو
إيماكي (باليابانية: エマカ، بالروماجي: Emaka)
إيغورا (باليابانية: エグラ، بالروماجي: Egura)
جامي' (باليابانية: ジャミ، بالروماجي: Jami)

## وصلات خارجية
- مانغا بلاتينوم إيند على موقع جمب سكوير (باليابانية)
- موقع الأنمي الرسمي (باليابانية)
- بلاتينوم إيند على موقع ANN manga (الإنجليزية)